# Rito bizantino

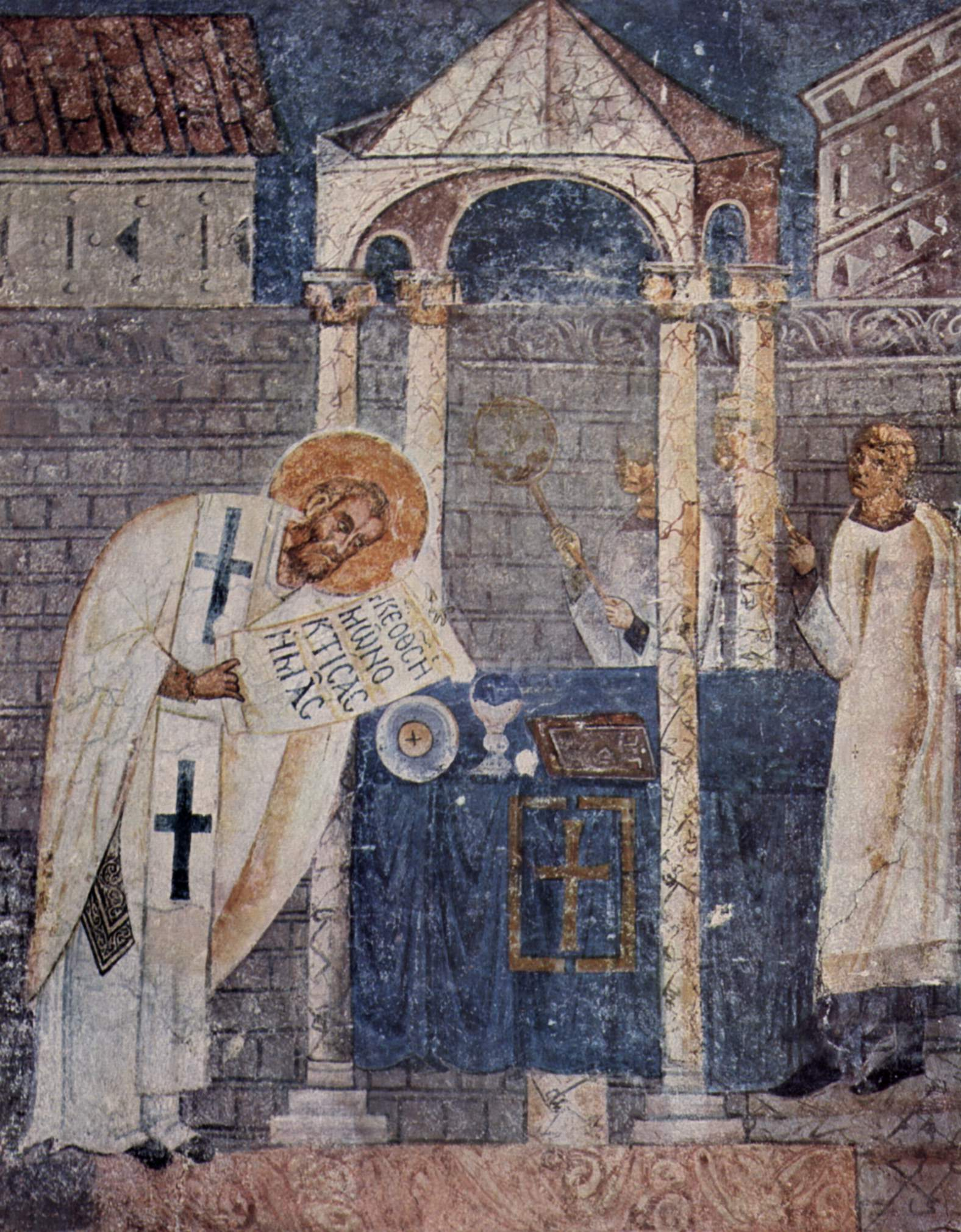
San Basilio Magno celebrando Misa por el rito bizantino.

El rito bizantino (o 'constantinopolitano', también llamado 'griego') es una de las cinco grandes familias de ritos litúrgicos cristianos del Oriente cristiano. Es practicado por Iglesias originarias del antiguo Imperio romano de Oriente (cuya capital fue Constantinopla). En su mayoría son Iglesias ortodoxas pero también las hay que están en comunión con Roma (las llamadas Iglesias orientales católicas). Además, se utiliza el rito bizantino de un modo modificado en la iglesia luterana protestante de Ucrania, la comunidad luterana del rito bizantino (Ostkirchlicher Konvent), la comunidad de San Valentín (Sínodo del Gran Callón ELCA) y la iglesia evangélica luterana de Eslovenia. La sociedad del anglicanismo del rito oriental también lo emplea en sus misas.

## Historia
La Iglesia de Constantinopla se convirtió en el centro político-religioso del Imperio romano después de que el emperador Constantino refundara en esa ciudad una nueva capital (324-330) en el lugar de la antigua ciudad de Bizancio. Constantinopla desarrolló su propio rito litúrgico de la liturgia de Santiago, en una forma de acuerdo a la modificada por Basilio el Grande, y en una más común, según modificada por Juan Crisóstomo. Después del cisma de Oriente de 1054, excepto por breves períodos de reuniones, la mayoría de los cristianos bizantinos no ha estado en comunión con la Santa Sede de Roma. Conforman el grupo de Iglesias ortodoxas del Este, cuya cabeza titular es el patriarca de Constantinopla. 
Las Iglesias ortodoxas son en su mayoría independientes, unidas entre sí por la comunión con Constantinopla, que no ejerce autoridad real sobre ellas. Se encuentran divididas típicamente en Iglesias a lo largo de las fronteras de las naciones. Aquellas que han regresado a la plena comunión con Roma están representadas por las Iglesias orientales católicas de rito 'bizantino'.

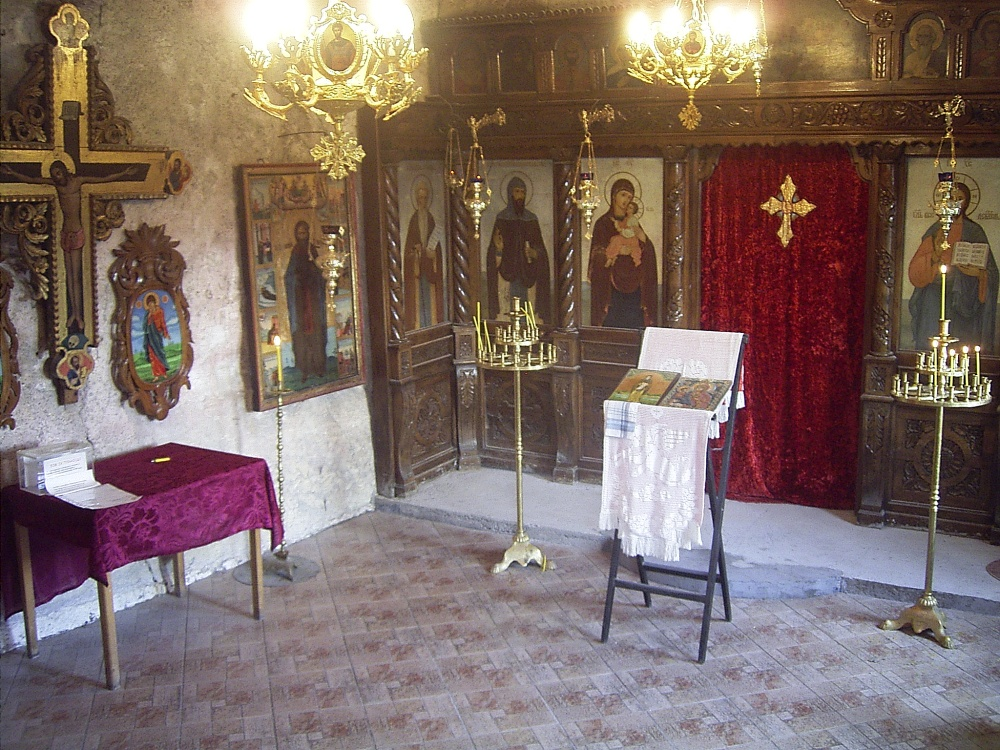
Iconostasio de una Iglesia búlgara.

## Variedades en el rito bizantino
1. Rito albanés - Los albaneses católicos totalizan unos 1400 hoy en día, que reanudaron su comunión con Roma en 1628. La lengua litúrgica es el albanés. La mayoría de los cristianos albaneses son ortodoxos.
2. Rito bielorruso - Hay un número desconocido de ellos que regresaron a Roma en el Siglo XVII. La lengua litúrgica es el eslavo antiguo. Los fieles se encuentran en Bielorrusia, así como en Europa, América y Australia.
3. Rito búlgaro - Los búlgaros que regresaron a la comunión con Roma en 1861. La lengua litúrgica es el eslavo antiguo. Los 20 000 fieles se encuentran en Bulgaria. La mayoría de los cristianos búlgaros son búlgaros ortodoxos.
4. Rito checo - Los católicos checos de rito bizantino, unos 177 700 (año 2001), se organizaron como una jurisdicción inmediatamente sujeta a Roma en 1996.
5. Rito croata - Los católicos croatas de rito bizantino reanudaron la comunión con Roma en 1611. La lengua litúrgica es el eslavo antiguo. Los 50.000 fieles se encuentran en Croacia y América. La mayoría de los croatas son católicos de rito romano.
6. Rito eslovaco - Son unos 225 000 los católicos de rito bizantino de origen eslovaco, y se encuentran en Eslovaquia y en Canadá.
7. Rito griego - Son los cristianos griegos que regresaron a la comunión con Roma en 1829. La lengua litúrgica es el griego. Solo hay unos 2500 fieles en Grecia, Asia Menor (Turquía) y Europa. Los cristianos griegos son en su mayoría griegos ortodoxos.
8. Rito húngaro - Descendientes de los rutenos que regresaron a la comunión con Roma en 1646. Las lenguas litúrgicas son el griego, húngaro e inglés. Los 300 000 fieles se encuentran en Hungría, Europa y América.
9. Rito ítalo-albanés - Nunca se separaron de Roma, estos 60 000 católicos de rito bizantino se encuentran en Italia, Sicilia y América. La lengua litúrgica es el griego y el italo-albanés.
10. Rito melquita - Son católicos de los que se separaron de Roma en Siria y Egipto, y que reanudaron la comunión con Roma en tiempo de las Cruzadas. Sin embargo, la unión definitiva no fue sino en el siglo XVIII. El Patriarca melkita griego es de Damasco. Las lenguas litúrgicas son el griego, árabe, inglés, portugués y español. Los más de 1 millón de católicos melquitas se pueden encontrar en Siria, Líbano, Jordania, Israel, Argentina, Canadá, Estados Unidos, México, Brasil, Venezuela y Australia.
11. Rito rumano - Son rumanos que regresaron a la comunión con Roma en 1697. La lengua litúrgica es el rumano. Hay más de un millón de católicos rumanos en Rumanía, Europa y América. La mayoría de los cristianos rumanos son rumanos ortodoxos.
12. Rito ruso - Los rusos que regresaron a la comunión con Roma en 1905. La lengua litúrgica es el eslavo antiguo. Hay un número desconocido de fieles en Rusia, China, América y Australia. La mayoría de los cristianos rusos son ortodoxos.
13. Rito ruteno - Son católicos de aquellos separados de Roma en Rusia, Hungría y Croacia que regresaron a la comunión con Roma en 1596 (Brest-Litovsk) y en 1646 (Uxhorod).
14. Rito ucraniano - Católicos de entre los separados de Roma por el cisma griego y reunidos nuevamente con Roma en 1595. El Patriarca es el de Lvov. Las lenguas litúrgicas son el eslavo antiguo y el ucraniano. Los 5,5 millones de católicos ucranianos se pueden encontrar en Ucrania, Polonia, Inglaterra, Alemania, Francia, Canadá, Estados Unidos, Brasil, Argentina y Australia. Durante la era soviética, los católicos ucranianos fueron violentamente forzados a unirse a la Iglesia Ortodoxa Ucraniana. La jerarquía que continuó existiendo fuera de su tierra ha sido desde entonces restablecida en Ucrania.